# نجلاء حروش
نجلاء حروش (بالفرنسية: Nejla Moalla Harrouch)‏ (23 أبريل 1963 -) ولدت في تونس، متزوجة ولها ثلاثة أطفال وهي مهندسة تونسية، تشغل حاليا منصب وزيرة التجارة والصناعات التقليدية في حكومة المهدي جمعة

## التكوين الأكاديمي
تحصلت نجلاء حروش في 1985، على شهادة الهندسة من المدرسة المتعددة التكنولوجية بباريس École Polytechnique ثم على شهادة الماجستير من المدرسة الوطنية العليا للمناجم في باريس

## المسار المهني
بدأت حياتها المهنية كمحللة بإدارة الشؤون الصناعية ببنك باريبا في باريس Paribas ثم عادت إلى تونس لتعمل كمحللة بشركات الاستثمار بنك تونس العربي الدولي قبل أن تشغل خطة الرئيس التنفيذي لشركة مهاري جربة ثم لشركة مهاري طبرقة خلال مرحلة الاستثمار (بناء وحدات فندقية)، عيّنت في عام 1994 مسؤولة عن إدارة الميزانية والرقابة ببنك تونس العربي الدولي فمسؤولة عن إدارة القروض ثم مسؤولة عن إدارة مشروع إعادة صياغ نظام المعلومات بنفس المؤسسة.